# РТС 1
РТС 1 (на сръбски: РТС 1 / RTS 1) e телевизионен канал в Сърбия, първа програма на обществената Радио-телевизия на Сърбия. Създаден е през 1958 г., наследник на първия телевизионен канал на територията на днешна Сърбия.

## История
Каналът започва излъчване на 23 август 1958 г. в 8:55 ч. местно време под името Телевизия Белград, като част от Югославската радиотелевизия. Първата му програма е откриването на Втория международен панаир на техниката и техническите постижения. Когато на 31 декември 1971 г. стартира втора програма на Телевизия Белград, новото име на Програма едно става ТВБ 1. С разпадането на Югославия, на 1 януари 1992 г. се създава Радио-телевизия на Сърбия и каналът е преименуван на РТС Б1.
Финалът на конкурса за песен на „Евровизия“ през 2008 г. е проведен в Белград и продуциран от РТС, той привлича рекордно висока аудитория от 4,5 млн. зрители. По това време девет от десетте най-гледани програми по сръбската телевизия са от каналите на РТС.